# Euphorbia bottae
Euphorbia bottae es una especie fanerógama perteneciente a la familia de las euforbiáceas. Es endémica de Yemen.

## Taxonomía
Euphorbia bottae fue descrita por Pierre Edmond Boissier y publicado en Prodromus Systematis Naturalis Regni Vegetabilis 15(2): 95. 1862.
Etimología
Euphorbia: nombre genérico que deriva del médico griego del rey Juba II de Mauritania (52 a 50 a. C. - 23), Euphorbus, en su honor – o en alusión a su gran vientre –  ya que usaba médicamente Euphorbia resinifera. En 1753 Carlos Linneo asignó el nombre a todo el género.
bottae: epíteto otorgado en honor del botánico italiano, Paolo Emilio Botta (1802-1870), quien recolectó la planta en Arabia.
Sinonimia
- Tirucalia bottae (Boiss.) P.V.Heath	[5]